# جون غودريك
جون غودريك (بالهولندية: John Goodricke)‏ (و. 1764 – 1786 م) هو عالم فلك من هولندا، ومملكة بريطانيا العظمى، ولد في خرونينغن، وكان عضوًا في الجمعية الملكية، توفي في يورك، عن عمر يناهز 22 عاماً، بسبب ذات الرئة.

## جوائز
حصل على جوائز منها:
- وسام كوبلي (1783)[4]
- زميل في الجمعية الملكية.

## روابط خارجية
- جون غودريك على موقع الموسوعة البريطانية (الإنجليزية)